# Нокріх
Нокріх (рум. Nocrich) — село у повіті Сібіу в Румунії. Адміністративний центр комуни Нокріх.
Село розташоване на відстані 207 км на північний захід від Бухареста, 26 км на північний схід від Сібіу, 117 км на південний схід від Клуж-Напоки, 93 км на захід від Брашова.

## Населення
За даними перепису населення 2002 року у селі проживали 1174 особи, з них 1166 осіб (99,3%) румунів. Рідною мовою 1170 осіб (99,7%) назвали румунську.